# Vidrići
Vidrići är ett samhälle i Bosnien och Hercegovina.   Det ligger i entiteten Republika Srpska, i den östra delen av landet, 40 km öster om huvudstaden Sarajevo. Vidrići ligger 902 meter över havet och antalet invånare är 267.
Terrängen runt Vidrići är kuperad åt nordväst, men åt sydost är den platt. Närmaste större samhälle är Sokolac, 2,6 km väster om Vidrići. 
Omgivningarna runt Vidrići är en mosaik av jordbruksmark och naturlig växtlighet. Runt Vidrići är det ganska tätbefolkat, med 67 invånare per kvadratkilometer.